# Parker Lewis sohasem veszít
A Parker Lewis sohasem veszít (eredeti cím: Parker Lewis Can't Lose) amerikai szituációs komédia, címszereplője Parker (Lloyd) Lewis (Corin Nemec). A széria a korai 1990-es évek tengerentúli középiskoláinak világát mutatta be rövid, a rivalizáló fiatalok vitriolos humorára épülő epizódjain keresztül.
A sorozatban Parker és barátai, Mikey Randall (Billy Jayne), Jerry Steiner (Troy W. Slaten), a végtelen étvágyú Larry (Abraham Benrubi) és a többiek közös erővel küzdenek meg félkegyelmű, ám fáradhatatlan ellenfeleikkel, a szokványos tanulmányi akadályokkal valamint a nőügyekkel is. Parker jellegzetes mondata, az „Uraim, egyeztessük óráinkat!” minden küldetés indító pillanata. Magyarországon a TV2 mutatta be 1999. október 17-én.
A sorozatot 1991 és 1993 között 8 alkalommal jelölték a fiatal színészeket elismerő Young Artist Awardra (legjobb családi vígjátéksorozat, legjobb fiatal televíziós mellékszereplő, legjobb fiatal komikus, új televíziós produkciók legjobb fiatal színésznője stb.)

## Szereplők
| Színész            | Szerep                          | Magyar hang                 |
| ------------------ | ------------------------------- | --------------------------- |
| Corin Nemec        | Parker Lloyd Lewis              | Markovics Tamás             |
| Billy Jayne        | Mikey Randall                   | Seszták Szabolcs            |
| Troy W. Slaten     | Jerry Steiner                   | Bódy Gergely                |
| Maia Brewton       | Shelly Lewis                    | Simonyi Piroska             |
| Melanie Chartoff   | Ms. Grace Musso                 | Simorjay Emese              |
| Mary Ellen Trainor | Mrs. Lewis                      | Vándor Éva Csere Ágnes      |
| Sherman Howard     | Mr. Martin Lewis                | Csuja Imre                  |
| Milla Jovovich     | Robin Fecknowitz                | Csondor Kata                |
| Abraham Benrubi    | Francis Lawrence "Larry" Kubiac | Minárovits Péter            |
| Taj Johnson        | Frank Lemmer                    | Tóth Barnabás Hamvas Dániel |
| Clyde Kusatsu      | Mr. Loopman                     |                             |

## Epizódok

### 1. évad (1990-91)
| Sor. | Év. | Cím                               | Rendező        | Író                                                   | Premier                                 | Nézettség   |
| ---- | --- | --------------------------------- | -------------- | ----------------------------------------------------- | --------------------------------------- | ----------- |
| 1.   | 1.  | Pilot                             | Thom Eberhardt | Lon Diamond, Clyde Phillips                           | 1990. szeptember 2. 1999. október 17.   | 12,4 millió |
| 2.   | 2.  | Operation Kubiak                  | Andy Tennant   | Lon Diamond, Clyde Phillips                           | 1990. szeptember 9. 1999. október 24.   | 11,4 millió |
| 3.   | 3.  | Power Play                        | Max Tash       | Alan Cross, Tom Spezialy                              | 1990. szeptember 16. 1999. október 31.  | 7,5 millió  |
| 4.   | 4.  | Parker Lewis Must Lose            | Andy Tennant   | Tom Straw                                             | 1990. szeptember 23. 1999. november 7.  | 8,7 millió  |
| 5.   | 5.  | Close, But No Guitar              | Bryan Spicer   | Lon Diamond, Clyde Phillips                           | 1990. szeptember 30. 1999. november 14. | 9,9 millió  |
| 6.   | 6.  | G.A.G. Dance                      | Lyndall Hobbs  | Lon Diamond, Clyde Phillips                           | 1990. október 7. 1999. november 21.     | 8,5 millió  |
| 7.   | 7.  | Love's a Beast                    | Max Tash       | Adam Barr, Peter Ocko                                 | 1990. október 14. 1999. november 28.    | 9,6 millió  |
| 8.   | 8.  | Saving Grace                      | Bryan Spicer   | Russell Marcus                                        | 1990. október 21. 1999. december 5.     | 9,8 millió  |
| 9.   | 9.  | Musso & Frank                     | Max Tash       | Lon Diamond, Clyde Phillips                           | 1990. október 28. 1999. december 12.    | 10,9 millió |
| 10.  | 10. | Deja Dudes                        | Bryan Spicer   | Tom Straw                                             | 1990. november 4. 1999. december 19.    | 11,5 millió |
| 11.  | 11. | Radio Free Flamingo               | Jeff Melman    | Dave Caplan, Brian LaPan                              | 1990. november 15. 2000. január 2.      | 12,3 millió |
| 12.  | 12. | Science Fair                      | Max Tash       | John DeBellis                                         | 1990. november 18. 2000. január 9.      | 10,4 millió |
| 13.  | 13. | Teacher, Teacher                  | Bryan Spicer   | Lon Diamond, Clyde Phillips                           | 1990. december 2. 2000. január 16.      | 11,0 millió |
| 14.  | 14. | Rent-a-Kube                       | Andy Tennant   | Tom Straw                                             | 1990. december 16. 2000. január 23.     | 9,9 millió  |
| 15.  | 15. | Heather the Class                 | Max Tash       | Alan Cross, Tom Spezialy                              | 1991. január 13. 2000. január 30.       | 12,1 millió |
| 16.  | 16. | Jerry: Portrait of a Video Junkie | Bryan Spicer   | Lon Diamond, Clyde Phillips                           | 1991. február 3. 2000. február 6.       | 9,7 millió  |
| 17.  | 17. | Splendor in the Class             | Larry Lipton   | Michael Swerdlick                                     | 1991. február 10. 2000. február 13.     | 10,9 millió |
| 18.  | 18. | The Human Grace                   | Max Tash       | Tom Straw                                             | 1991. február 17. 2000. február 20.     | 12,1 millió |
| 19.  | 19. | Citizen Kube                      | Max Tash       | Alan Cross, Tom Spezialy, Clyde Phillips, Lon Diamond | 1991. február 24. 2000. február 27.     | 13,7 millió |
| 20.  | 20. | Randall Without a Cause           | Max Tash       | Lon Diamond, Clyde Phillips                           | 1991. március 10. 2000. március 5.      | 10,0 millió |
| 21.  | 21. | Jerry's First Date                | Bryan Spicer   | Adam Barr, Peter Ocko                                 | 1991. március 24. 2000. március 12.     | 9,0 millió  |
| 22.  | 22. | Against the Norm                  | Bryan Spicer   | Tom Straw                                             | 1991. április 7. 2000. március 19.      | 7,4 millió  |
| 23.  | 23. | King Kube                         | Bryan Spicer   | Alan Cross, Tom Straw                                 | 1991. április 28. 2000. március 26.     | 8,7 millió  |
| 24.  | 24. | Teens from a Mall                 | Andy Tennant   | Lon Diamond, Clyde Phillips                           | 1991. május 5. 2000. április 2.         | 7,8 millió  |
| 25.  | 25. | My Fair Shelly                    | Andy Tennant   | Adam Barr, Peter Ocko                                 | 1991. május 12. 2000. április 9.        | 7,1 millió  |
| 26.  | 26. | Parker Lewis Can't Win            | Bryan Spicer   | Tom Straw                                             | 1991. május 19. 2000. április 16.       | 7,2 millió  |

### 2. évad (1991-92)
| Sor. | Év. | Cím                     | Rendező      | Író                               | Premier                                 | Nézettség   |
| ---- | --- | ----------------------- | ------------ | --------------------------------- | --------------------------------------- | ----------- |
| 27.  | 1.  | Father Knows Less       | Rob Bowman   | Peter Ocko, Adam Barr             | 1991. augusztus 11. 2000. április 30.   | 6,1 millió  |
| 28.  | 2.  | A Walk on the Dark Side | Bryan Spicer | Renee Palyo, Brenda Lilly         | 1991. augusztus 18. 2000. május 7.      | 6,7 millió  |
| 29.  | 3.  | Full Mental Jacket      | Rob Bowman   | Matt Dearborn                     | 1991. augusztus 11. 2000. május 14.     | 6,2 millió  |
| 30.  | 4.  | Future Shock            | Bryan Spicer | Alan Cross, Tom Spezialy          | 1991. szeptember 8. 2000. május 21.     | 7,1 millió  |
| 31.  | 5.  | The Undergraduate       | Jeff Melman  | Clyde Phillips, Lon Diamond       | 1991. szeptember 15. 2000. május 28.    | 9,2 millió  |
| 32.  | 6.  | Stormy Mikey            | Bryan Spicer | Clyde Phillips, Lon Diamond       | 1991. szeptember 22. 2000. június 4.    | 9,7 millió  |
| 33.  | 7.  | Fat Boy and Little Man  | Mark Jean    | Peter Ocko, Adam Barr             | 1991. szeptember 29. 2000. július 23.   | 9,6 millió  |
| 34.  | 8.  | Aging Gracefully        | Bryan Spicer | David Cohen, Roger S. H. Schulman | 1991. október 6. 2000. augusztus 13.    | 8,9 millió  |
| 35.  | 9.  | The Parker Chronicles   | Bryan Spicer | Clyde Phillips, Lon Diamond       | 1991. október 13. 2000. augusztus 27.   | 9,4 millió  |
| 36.  | 10. | Rock 'n' Roles          | Tucker Gates | Sheryl J. Anderson                | 1991. október 27. 2000. szeptember 3.   | 12,2 millió |
| 37.  | 11. | Loves Handles           | Rob Bowman   | Renee Palyo, Brenda Lilly         | 1991. november 3. 2000. szeptember 10.  | 9,7 millió  |
| 38.  | 12. | Boy Meets Girl          | Rob Bowman   | Clyde Phillips, Lon Diamond       | 1991. november 10. 2000. szeptember 17. | 10,8 millió |
| 39.  | 13. | Raging Kube             | Bryan Spicer | Alan Cross, Tom Spezialy          | 1991. november 24. 2000. szeptember 17. | 11,0 millió |
| 40.  | 14. | Tower of Power          | Mark Jean    | Peter Ocko, Adam Barr             | 1991. december 15. 2000. október 8.     | 9,7 millió  |
| 41.  | 15. | Obscene and Not Heard   | Bryan Spicer | David Cohen, Roger S. H. Schulman | 1991. december 22. 2000. október 29.    | 9,4 millió  |
| 42.  | 16. | Goodbye Mr. Rips        | Larry Shaw   | Renee Palyo, Brenda Lilly         | 1992. január 5.                         | 10,6 millió |
| 43.  | 17. | Civil Wars              | Bryan Spicer | Peter Ocko, Adam Barr             | 1992. január 19.                        | 10,5 millió |
| 44.  | 18. | Glory Daze              | Bryan Spicer | Alan Cross, Tom Spezialy          | 1992. február 9.                        | 10,2 millió |
| 45.  | 19. | Boy Meets Girl II       | Bryan Spicer | Clyde Phillips, Lon Diamond       | 1992. február 16.                       | 9,9 millió  |
| 46.  | 20. | Dance of Romance        | Rob Bowman   | David Cohen, Roger S. H. Schulman | 1992. március 1.                        | 9,5 millió  |
| 47.  | 21. | When Jerry Met Shelly   | Rob Bowman   | Renee Palyo                       | 1992. március 22.                       | 10,4 millió |
| 48.  | 22. | Geek Tragedy            | Larry Shaw   | Peter Ocko, Adam Barr             | 1992. április 12.                       | 8,6 millió  |
| 49.  | 23. | Money Talks             | Bryan Spicer | Sheryl J. Anderson                | 1992. április 26.                       | 8,5 millió  |
| 50.  | 24. | Home Alone with Annie   | Mike Finney  | Alan Cross, Tom Spezialy          | 1992. május 3.                          | 7,7 millió  |
| 51.  | 25. | Diner '75               | Rob Bowman   | Peter Ocko, Adam Barr             | 1992. május 17.                         | 6,9 millió  |

### 3. évad (1992-93)
| Sor. | Év. | Cím                           | Rendező      | Író                                     | Premier              | Nézettség   |
| ---- | --- | ----------------------------- | ------------ | --------------------------------------- | -------------------- | ----------- |
| 52.  | 1.  | Flamingo Graffiti             | Larry Shaw   | Lon Diamond, Clyde Phillips             | 1992. július 16.     | 11,0 millió |
| 53.  | 2.  | Cape Flamingo                 | Rob Bowman   | Lon Diamond, Clyde Phillips             | 1992. július 23.     | 9,4 millió  |
| 54.  | 3.  | The Kiss                      | Larry Shaw   | Renee Palyo                             | 1992. július 30.     | 8,5 millió  |
| 55.  | 4.  | Summer of '92                 | Rob Bowman   | Lon Diamond, Clyde Phillips             | 1992. augusztus 6.   | 7,8 millió  |
| 56.  | 5.  | Love is Hell                  | Larry Shaw   | David Steven Cohen, Roger S.H. Schulman | 1992. augusztus 13.  | 9,8 millió  |
| 57.  | 6.  | Jerry's Journey               | Rob Bowman   | Adam Barr, Peter Ocko                   | 1992. augusztus 20.  | 10,8 millió |
| 58.  | 7.  | Beauty and the Kube           | Mike Finney  | Adam Barr, Peter Ocko                   | 1992. szeptember 6.  | 6,1 millió  |
| 59.  | 8.  | Hungry Heart                  | Bryan Spicer | Renee Palyo                             | 1992. szeptember 13. | 6,2 millió  |
| 60.  | 9.  | Lewis and Son                 | Mike Finney  | Alan Cross, Tom Spezialy                | 1992. szeptember 20. | 6,5 millió  |
| 61.  | 10. | Kohler Buys the Diner         | Larry Shaw   | David Steven Cohen, Roger S.H. Schulman | 1992. szeptember 27. | 5,2 millió  |
| 62.  | 11. | Parker's Got a Brand New Car  | Larry Shaw   | Lon Diamond, Clyde Phillips             | 1993. március 21.    | 7,1 millió  |
| 63.  | 12. | An Unmarried Musso            | Rob Bowman   | Renee Palyo                             | 1993. március 28.    | 5,2 millió  |
| 64.  | 13. | Educating Brad                | Mike Finney  | Clyde Phillips                          | 1993. április 4.     | 6,6 millió  |
| 65.  | 14. | The Love Bug                  | Mike Finney  | Clyde Phillips                          | 1993. április 11.    | 4,8 millió  |
| 66.  | 15. | Write or Die                  | Larry Shaw   | Clyde Phillips                          | 1993. április 18.    | 4,3 millió  |
| 67.  | 16. | The Bitch is Back             | Larry Shaw   | Clyde Phillips                          | 1993. április 25.    | 4,2 millió  |
| 68.  | 17. | Musso: a Wedding              | Larry Shaw   | Clyde Phillips                          | 1993. május 2.       | 4,7 millió  |
| 69.  | 18. | A Night to Remember           | Rob Bowman   | Sheryl J. Anderson                      | 1993. május 9.       | 3,9 millió  |
| 70.  | 19. | Boys Night In                 | Larry Shaw   | David Silverman, Stephen Sustarsic      | 1993. május 23.      | 5,3 millió  |
| 71.  | 20. | Senior Jerry                  | Mike Finney  | David Steven Cohen, Roger S.H. Schulman | 1993. május 30.      | 4,5 millió  |
| 72.  | 21. | The Rocky Kohler Picture Show | Larry Shaw   | Clyde Phillips                          | 1993. június 6.      | 4,6 millió  |
| 73.  | 22. | The Last Supper               | Mike Finney  | Clyde Phillips                          | 1993. június 13.     | 4,1 millió  |

## A sorozatban elhangzó zenék
- Ted Nugent – "Stranglehold"
- Firehouse – "Shake and Tumble"
- Jimi Hendrix – "Foxy Lady"
- The Mamas & the Papas – "Dedicated to the One I Love"
- Inner Circle – "Bad Boys"
- The Doobie Brothers – "Music is the Doctor"
- Berlin – "Take My Breath Away"
- Bruce Springsteen – "High Hopes"
- The Drifters – "This Magic Moment"
- Noiseworks – "In My Youth"
- Frank Zappa – "You Are What You Is"
- Poi Dog Ponderings – “U Li-La-Lu”
- Donny Osmond – “Soldier of Love”
- Music Man – “You Got Trouble”
- Terence Trent D’arby – “I Don’t Want to Bring Down Your Gods.”
- Georgia Satellites – “A Whole Lotta Shakin’ Goin’ On”
- Mouret – "Rondeau"
- Joe Satriani – "Always With Me, Always With You"
- Otis Redding – “Respect”
- Joe Satriani – "Summer Song"
- Donny Osmond – "Puppy Love"
- Richi Valens – “La Bamba”
- Mikey Randall – “I’ve Known You All Of My Life”
- Native - “What a wonderful world :)”